# Benjamin (cantante)
Niclas Benjamin Peltonen, noto come Benjamin (Kaarina, 15 aprile 1997), è un cantante finlandese.

## Biografia
Benjamin Peltonen ha aperto il suo profilo Instagram nel 2012 e ha presto ottenuto migliaia di seguaci. Grazie alla notorietà accumulata sui social, ha ottenuto un contratto discografico con la Warner Music Finland. Il suo singolo di debutto, Underdogs, è uscito l'8 settembre 2014 e ha raggiunto il 10º posto nella classifica finlandese. Una serie di 20 puntate sulla sua vita intitolata Naked Diary: Benjamin Peltonen è stata mandata in onda sui canali nazionali finlandesi Yle Areena e Yle TV2 nella primavera del 2015.
Ad aprile 2016 è uscito Fingerprints, l'album di debutto. Ha raggiunto il 17º posto nella classifica settimanale degli album più venduti in Finlandia, e il 3º nella classifica spagnola.
Ad agosto 2018 è uscito il singolo Naarmuja, il primo di una serie cantati in lingua finlandese che hanno portato, nel 2020, alla pubblicazione dell'album Someveteraani. Il disco è entrato nella classifica nazionale alla 21ª posizione.
Nel 2023 è stata confermata la partecipazione di Benjamin all'annuale Uuden Musiikin Kilpailu, programma di selezione del rappresentante finlandese all'Eurovision Song Contest, dove ha presentato l'inedito Hoida mut. All'evento si è classificato all'ultimo posto su 7 partecipanti, arrivando terzultimo nel voto della giuria e penultimo nel televoto.

## Discografia

### Album in studio
- 2016 – Fingerprints
- 2020 – Someveteraani

### EP
- 2015 – Square One

### Singoli
- 2014 – Underdogs
- 2014 – Unbreakable
- 2015 – Young and Restless
- 2016 – Body
- 2016 – Man on the Moon (feat. Sweet California)
- 2017 – Bad Luck Love
- 2018 – Naarmuja (feat. Ibe)
- 2018 – Juon sut pois
- 2019 – Tanssin yksin
- 2019 – Orgasmi
- 2019 – Näytä mulle ne
- 2020 – Kaksi kotia
- 2020 – WWW
- 2020 – TikTok
- 2021 – Kunnes sammutaan (con Vesta)
- 2022 – N-Y-T
- 2022 – Gay
- 2023 – Hoida mut